# Bézouotte
Bézouotte település Franciaországban, Côte-d’Or megyében. Lakosainak száma 202 fő (2022. január 1.). Bézouotte Mirebeau-sur-Bèze, Charmes és Cuiserey községekkel határos.

## Népesség
A település népességének változása:
| Lakosok száma | 194  | 222  | 216  | 203  | 209  | 207  | 202  | 193  | 188  | 202  |
|               | 1968 | 1982 | 1990 | 2006 | 2013 | 2015 | 2017 | 2019 | 2020 | 2022 |